# Grenet (Fluss)
Der Grenet ist ein gut 14 km langer linker Nebenfluss der Broye im Kanton Waadt in der Schweiz. Er entwässert einen Abschnitt des Waadtländer Mittellandes und gehört zum Einzugsbereich des Rheins.

## Geographie

### Verlauf
Das Quellgebiet des Grenet befindet sich im östlichen Abschnitt das Waldgebiets des Jorat in der Gemeinde Forel.
Er fliesst zunächst nach Süden und sammelt das Wasser aus mehreren Seitenbächen, bevor er sich bei Vaudaliens gegen Osten wendet. Er durchquert die Hochebene von Forel und bei La Crète den Hügelzug von Chaufferosse. Danach ändert er seine Richtung gegen Nordosten, fliesst durch ein bewaldetes Tal und mündet bei Châtillens westlich von Oron-la-Ville in der Gemeinde Oron in die Broye.

### Einzugsgebiet
Das 28,61 km² grosse Einzugsgebiet des Grenet liegt im Jorat und wird durch ihn über die Broye, den Zihlkanal, die Aare und den Rhein zur Nordsee entwässert.
Es besteht zu 24,4 % aus bestockter Fläche, zu 65,8 % aus Landwirtschaftsfläche, zu 9,5 % aus Siedlungsfläche und zu 0,3 % aus unproduktiven Flächen.
Die Flächenverteilung
Die Mittlere Höhe des Einzugsgebietes beträgt 727,5 m ü. M.

### Zuflüsse
Von der Quelle zur Mündung. Namen nach dem Geoportail Vaud. Daten nach dem  Geoserver der Schweizer Bundesverwaltung: Länge in Kilometer (km), Grösse des Einzugsgebiets in Quadratkilometer, mittlerer Abfluss (MQ) in Liter pro Sekunde (l/s)
- Ruisseau de Riondonnaire (rechts), 1,0 km
- Ruisseau de Corboz (links), 2,6 km, 1,34 km²
- La Neirigue (rechts), 4,4 km, 7,63 km², 170 l/s
- Ruisseau du Frêne (links), 1,3 km
- La Mortigue (rechts), 3,2 km, 3,34 km²
- Le Retornet (links), 1,3 km, 1,5 km²
- Ruisseau du Saley (links), 2,0 km, 0,73 km²
- La Vaux (links), 2,8 km, 3,04 km²

## Hydrologie
An der Mündung des Grenet in die Broye beträgt seine modellierte mittlere Abflussmenge (MQ) 600 l/s und sein Abflussregimetyp ist pluvial jurassien.
Der  modellierte monatliche mittlere Abfluss (MQ) des Grenet in l/s

## Nutzung
Seit 1875 wird ein Teil des Wassers des Grenet bei La Crète mit einer etwa 300 m langen Leitung gegen Süden in den Wasserspeicher Lac de Bret geführt. Dieser künstlich erhöhte See diente zuerst dem mechanischen Antrieb der privaten Standseilbahn Lausanne–Ouchy in Lausanne. Heute gehört er den Stadtwerken von Lausanne und bildet einen Teil der Wasserversorgung der Stadt. So fliesst also ein Teil des Wassers aus dem Grenet über die kontinentale Wasserscheide ab zur Rhone.